# Dub žlázonosný
Dub žlázonosný (Quercus serrata, syn. Q. glandulifera) je opadavý strom dorůstající výšky 25 metrů. Pochází z Asie a v Česku je občas pěstován jako okrasný strom.

## Popis
Dub žlázonosný je opadavý strom dorůstající výšky okolo 25 metrů. Koruna je mohutná, rozložitá. Borka je šedá až tmavě hnědočervená, mělce podélně rozpukaná. Listy jsou řapíkaté až téměř přisedlé, úzce vejčité, vejčitě kopinaté nebo obvejčité, 7 až 17 cm dlouhé a 3 až 9 cm široké, tence kožovité, v mládí lepkavé, svrchu tmavě zelené a lesklé, na rubu modravě zelené a hedvábitě chlupaté. Čepel listů je na okraji pilovitá, na bázi klínovitá až téměř zaokrouhlená, na vrcholu špičatá. Žilnatina je tvořena 7 až 12 páry postranních žilek. Řapíky jsou 5 až 15 mm dlouhé. Samičí květenství jsou 1,5 až 3 cm dlouhá. Žaludy jsou po 1 až 3 na krátkých stopkách, 1,7 až 2 cm dlouhé a 0,8 až 1,2 cm široké, z 1/4 až 1/3 kryté hustě měkce chlupatou číškou.

## Rozšíření
Dub žlázonosný je přirozeně rozšířen v Číně, Japonsku a Koreji. Roste v opadavých lesích v nadmořských výškách 100 až 2000 metrů. Je to pomalu rostoucí dřevina, nevybíravá k typu půdy.

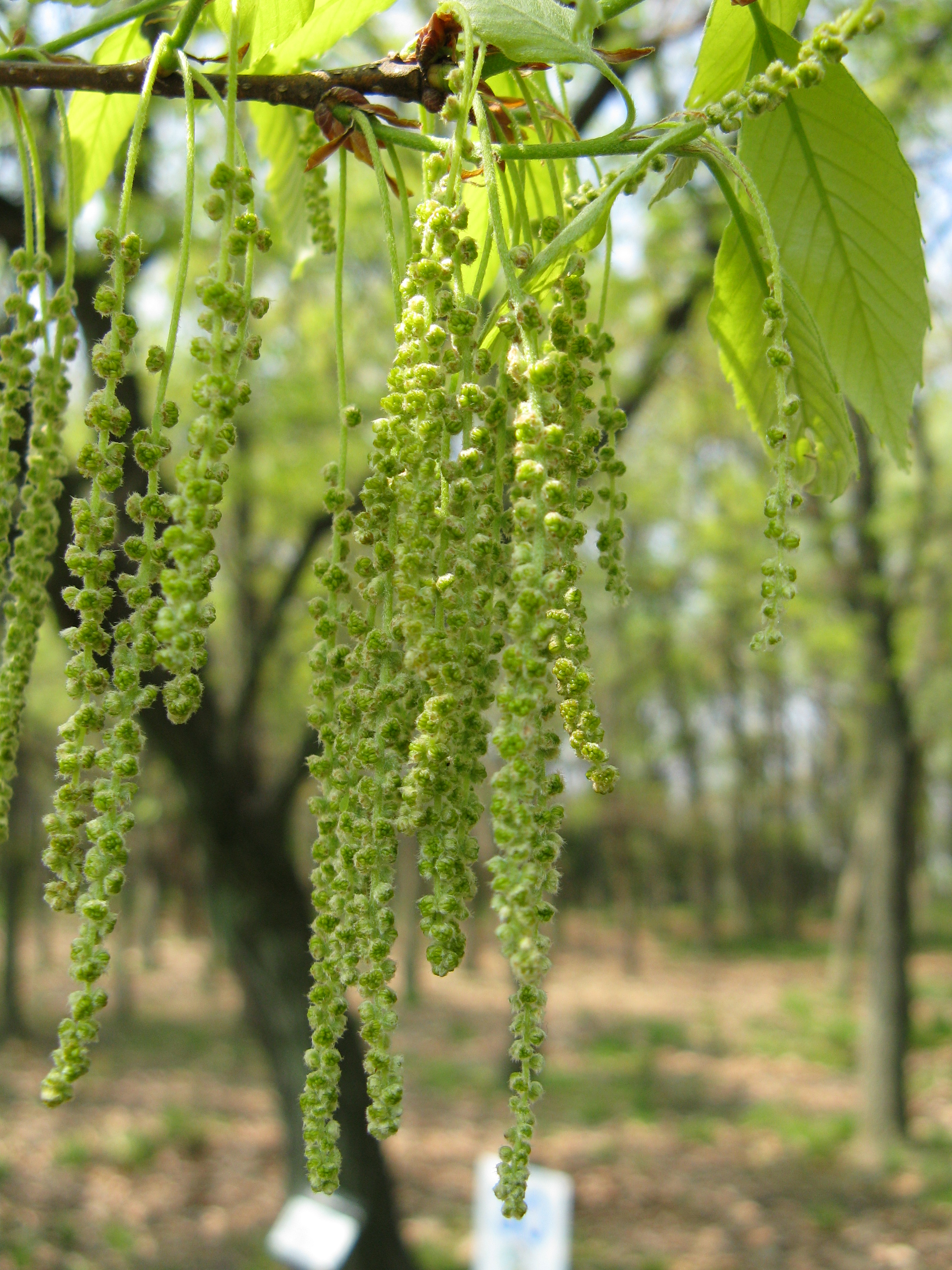
Květenství dubu žlázonosného
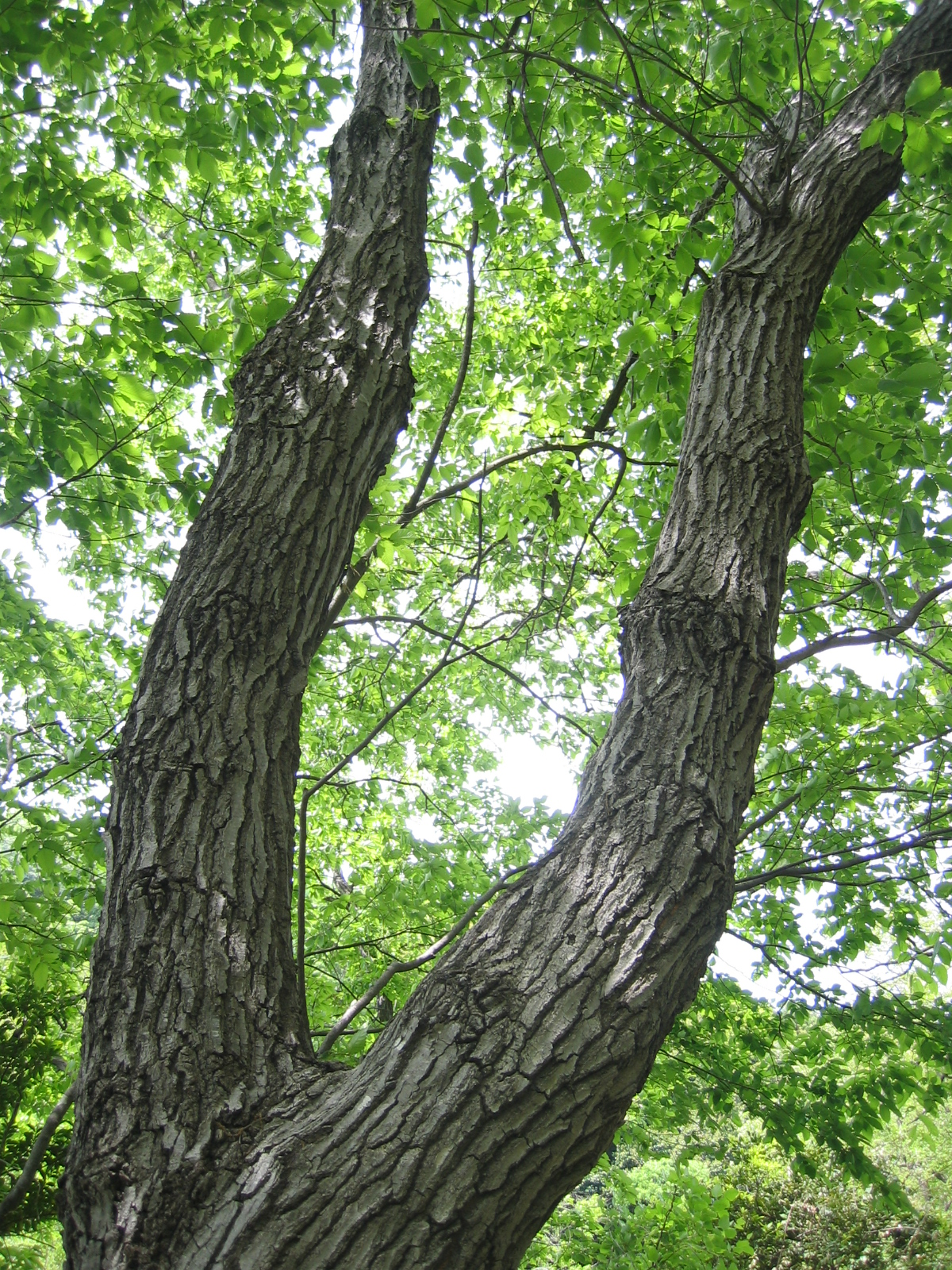
Kmen dubu žlázonosného

## Taxonomie
V minulosti byly duby Quercus serrata a Quercus glandulifera brány jako 2 samostatné druhy, současná taxonomie rozlišuje pouze jeden druh, Quercus serrata.

## Význam
Dub žlázonosný je v Česku poměrně zřídka pěstován jako okrasná a sbírková dřevina. Do Evropy byl zaveden v roce 1893. Je vysazen např. v Dendrologické zahradě v Průhonicích, Arboretu Kostelec nad Černými lesy a v Botanické zahradě a arboretu MU v Brně.